# Fisica della subacquea

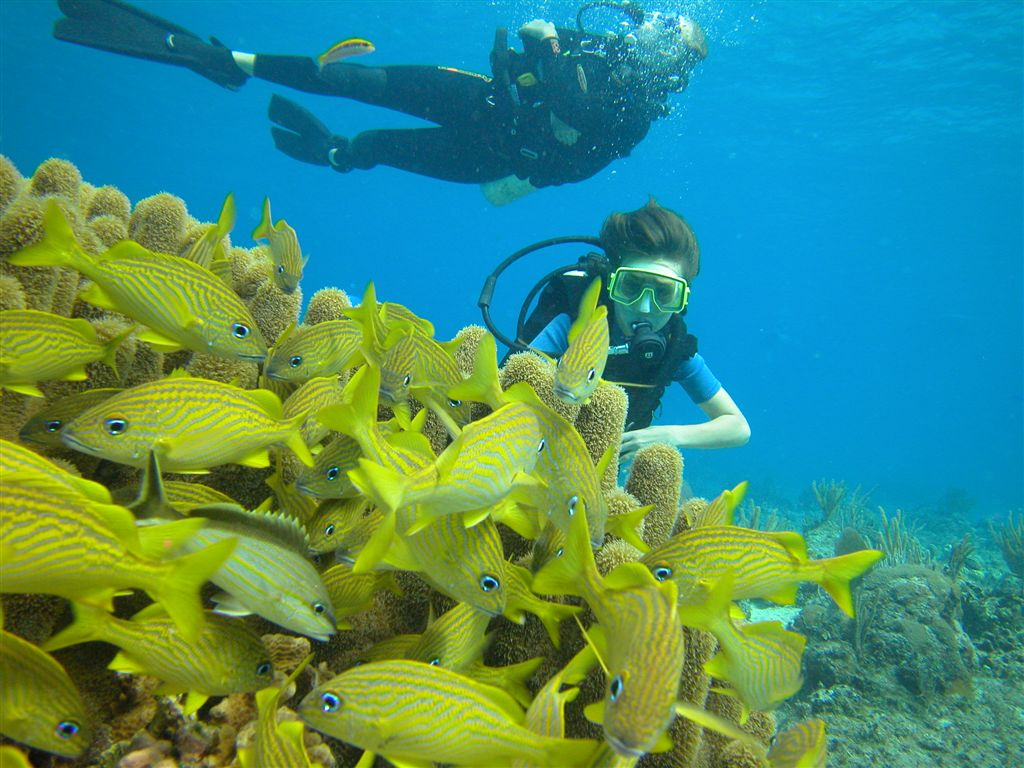
Subacquei in immersione.

Alcune leggi fisiche hanno un interesse particolare per quanto riguarda la subacquea.
Le particolari condizioni dell'ambiente nel quale viene svolta l'attività subacquea hanno infatti una serie di conseguenze sull'organismo; a ciò si aggiungono gli effetti della temperatura e della pressione sui gas respirati. Alcuni di questi effetti sono comuni ai due tipi di immersione (immersione in apnea e immersione con autorespiratore), altri sono invece peculiari solo del secondo.

## Principio di Pascal
La legge fisica basilare ai fini dell'attività subacquea, prima ancora di quelle che descrivono il comportamento dei gas alle diverse pressioni, è quella della non-comprimibilità dei liquidi. Il corpo umano è costituito per una percentuale molto elevata da liquidi: ciò spiega perché, pure a profondità (e quindi pressioni) elevate, non venga "schiacciato" dal peso dell'acqua.

## Legge di Boyle-Mariotte
Ciò comporta che, aumentando la profondità di immersione e quindi la pressione, il volume del gas contenuto nelle cavità corporee e nelle attrezzature si riduca; per contro, in fase di risalita il volume aumenta.
Questo ha rilevanza soprattutto nel caso di immersione con autorespiratore, durante la quale il subacqueo respira aria a pressione ambientale. In pratica se ad una profondità di 20 metri la pressione ambientale è pari a 3 bar, il subacqueo respira aria a 3 bar. In fase di risalita, se l'aria non viene opportunamente espulsa, l'aumento di volume della stessa può provocare un barotrauma. Ciò può accadere anche nel caso di un apneista che respiri aria in profondità, ad esempio dalla bombola di un eventuale subacqueo d'appoggio.

## Principio di Archimede

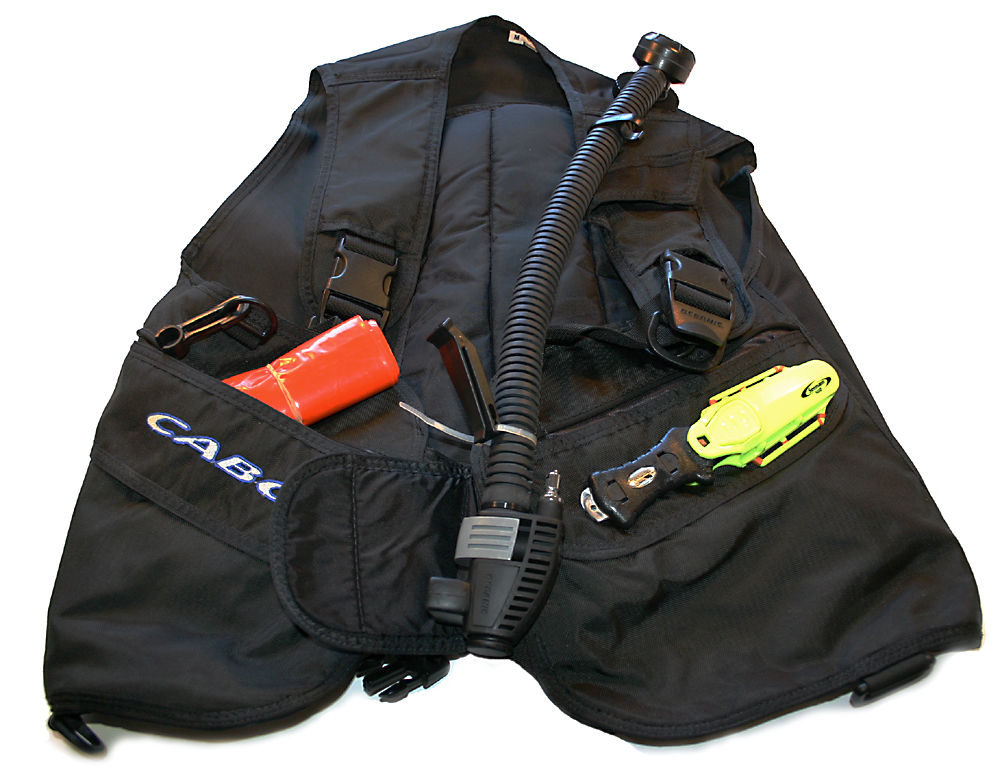
Un gav, utile per aumentare il volume di acqua spostato.

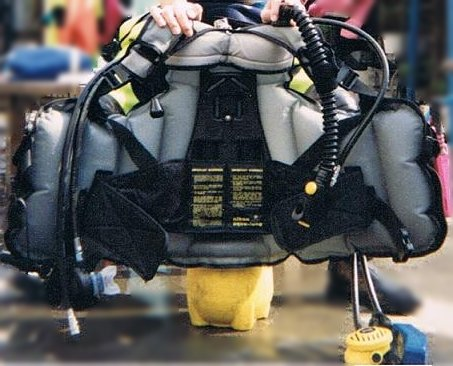
Un gav completamente gonfiato.

Il peso specifico dell'acqua dolce è pari a 1 mentre quello dell'acqua di mare è pari a circa 1,026. Il peso specifico dei tessuti dell'organismo è leggermente superiore a quello dell'acqua, ma considerando i volumi delle cavità corporee che contengono aria il peso specifico del corpo umano nel suo complesso è lievemente inferiore a quello dell'acqua dolce. Ciò fa sì che riempiendo i polmoni si stia a galla mentre espirando completamente si affondi.
La conseguenza di questo principio è che, a fronte di un aumento della profondità e quindi della diminuzione del volume dell'aria contenuta nei polmoni si riduce la spinta verso l'alto. In pratica più l'apneista scende più il suo assetto diventa "negativo"; nella scelta della zavorra da usare è quindi basilare considerare anche la profondità che si pianifica di raggiungere.
Nell'immersione con autorespiratore lo strumento per compensare le modifiche di peso (dovute al consumo dell'aria contenuta nella bombola) e di volume dell'aria presente nei polmoni e nella muta è il giubbotto ad assetto variabile (GAV, che ha la stessa funzione della vescica natatoria dei pesci)

## Legge di Charles
Questa legge ha un impatto apparentemente marginale sull'aria contenuta nelle bombole. Le bombole sono caricate a 200 bar e caricando la bombola la temperatura interna aumenta; il successivo raffreddamento provoca una diminuzione della pressione, motivo per cui le bombole vengono caricate mentre sono immerse in acqua. È opportuno non esporre le bombole durante il trasporto a notevoli fonti di calore, per minimizzare il rischio di esplosioni. Ciononostante al momento dell'ingresso in acqua, in presenza di un forte divario fra temperatura esterna e temperatura dell'acqua, è necessario prevedere, nella pianificazione dell'immersione, una riduzione della pressione della bombola.
Ai fini del comportamento all'interno dell'organismo dei gas respirati durante l'immersione con autorespiratore, e per comprendere le interazioni dei gas con i diversi tessuti del corpo umano, hanno rilievo due ulteriori leggi fisiche: la Legge di Dalton e la Legge di Henry.

## Legge delle pressioni parziali di Dalton
Il principio, se applicato alla subacquea, comporta che variando la pressione dell'aria respirata variano anche le pressioni parziali dei gas che la compongono e variano di conseguenza gli effetti provocati sull'organismo dai gas stessi. Ad esempio l'ossigeno, che costituisce circa il 21% dell'aria che respiriamo (ovvero ha una pressione parziale di 210 millibar) se respirato ad una profondità di 30 metri (ovvero a 4 bar) ha una pressione parziale di 840 millibar. L'ossigeno diviene tossico se respirato ad una pressione parziale di circa 1.6 bar, se respirato miscelato nell'aria della bombola diviene quindi tossico a 66 metri circa, respirato invece in forma pura (con autorespiratore ad ossigeno) diviene tossico a 6 metri.
Ovvio che questi valori possono avere diversi range secondo il fisico e l'allenamento. Questi valori sono tratti dai manuali federali di immersione, oppure dagli studi della DAN.

## Legge di Henry
Quest'enunciato è d'importanza fondamentale per capire cosa accade all'organismo in termine di saturazione e desaturazione dei gas quando si scende in profondità equipaggiati con ARA e, soprattutto, ai fini della sicurezza e dell'insorgere di malattia da decompressione quando si risale in superficie.
Bisogna ricordare che l'aria che si respira è composta da una miscela di gas, due dei quali partecipano agli scambi alveolari (ossigeno ed anidride carbonica); gli altri, fra cui l'azoto (circa il 78% di tutta la miscela), sono definiti inerti perché sono assunti ed espirati senza subire trasformazioni.
Soltanto i gas inerti, e quindi soprattutto l'azoto, interessano ai fini dell'applicazione pratica della legge di Henry.
Nella nostra vita aerea siamo saturi d'azoto per circa un'atmosfera, e possiamo considerare poco indicative le eventuali variazioni di pressione che invece diventano imponenti nel momento in cui scendiamo in acqua (ogni 10 metri di colonna di acqua aggiunge un'atmosfera a quella che grava sulla superficie del mare).
Durante la discesa l'azoto che viene inspirato aumenta la sua pressione parziale in modo proporzionale a quell'esterna e, come dice l'enunciato, si trasferisce dai polmoni al sangue e poi in tutti i tessuti disciolto nel plasma
Questa fase si chiama di saturazione, e termina nel momento in cui, raggiunta una determinata quota per un periodo sufficientemente lungo, la pressione dei gas inerti all'interno del corpo è pari a quell'esterna.
Durante la risalita avviene il fenomeno inverso: l'azoto in eccesso torna alla forma gassosa, attraversa il sistema venoso e viene eliminato attraverso la respirazione, in modo asintomatico, a condizione che vengano rispettati i giusti tempi d'ascesa e d'eventuali soste di decompressione.
L'esempio della bottiglia di spumante è molto calzante ed è adottato dalle didattiche di tutto il mondo: all'interno della bottiglia di spumante vi è disciolto del gas a pressione (CO2, nella fattispecie). Nel momento in cui il tappo viene tolto l'anidride carbonica ritorna al suo stato gassoso sprigionando una quantità di bollicine e tende a fuoriuscire con violenza dal suo contenitore, "sparando" il tappo.
Se quest'operazione è fatta con estrema cautela si può evitare la fuoriuscita del vino proprio come nell'organismo; le disattenzioni e le imprudenze si possono pagare a caro prezzo con l'Embolia gassosa arteriosa.
Una volta usciti dall'acqua la desaturazione non sarà ancora terminata: per questo motivo una seconda immersione dovrà essere affrontata con particolari tabelle che tengano conto dell'azoto residuo ancora presente nel nostro organismo.